# PGC 1614
LEDA/PGC 1614 ist eine Elliptische Galaxie vom Hubble-Typ E im Sternbild Andromeda am Nordsternhimmel. Sie ist schätzungsweise 456 Millionen Lichtjahre von der Milchstraße entfernt und hat einen Durchmesser von etwa 115.000 Lichtjahren. Vom Sonnensystem aus entfernt sich das Objekt mit einer errechneten Radialgeschwindigkeit von näherungsweise 10.000 Kilometern pro Sekunde.
Sie ist Mitglied der gravitativ gebundenen Hickson Compact Group HGC 1 zu der außerdem die Galaxien PGC 1618, PGC 1625 und PGC 1627 gehören. 

## Galaktisches Umfeld
| Nr. | Galaxie          | Alternativname          | Rek           | Dek           | Distanz/asec |
| --- | ---------------- | ----------------------- | ------------- | ------------- | ------------ |
| →   | LEDA/PGC 1614    | 2MASX J00255443+2543254 | 00h25m54.408s | +25d43m25.16s | 0            |
| 1   | LEDA/PGC 1618    | 2MASX J00255880+2543304 | 00h25m58.81s  | +25d43m30.7s  | 59.69        |
| 2   | LEDA/PGC 1625    | 2MASX J00260594+2543097 | 00h26m05.95s  | +25d43m09.6s  | 156.72       |
| 3   | LEDA/PGC 1627    | UGC 248                 | 00h26m06.5s   | +25d43m20s    | 171.47       |
| 4   | LEDA/PGC 1628    | CGCG 479-030            | 00h26m09.66s  | +25d39m37.9s  | 306.68       |
| 5   | LEDA/PGC 1744535 | 2MASX J00251068+2539169 | 00h25m10.70s  | +25d39m17.1s  | 640.92       |
| 6   | LEDA/PGC 1746328 | 2MASX J00250284+2541579 | 00h25m02.83s  | +25d41m58.0s  | 702.37       |
| 7   | LEDA/PGC 1755171 | 2MASX J00255125+2555094 | 00h25m51.27s  | +25d55m09.3s  | 706.59       |
| 8   | LEDA/PGC 1740190 | 2MASX J00261734+2532127 | 00h26m17.39s  | +25d32m12.8s  | 739.11       |
| 9   | LEDA/PGC 3089465 | 2MASX J00264151+2551018 | 00h26m41.502  | +25d51m01.83s | 782.96       |
| 10  | LEDA/PGC 1744296 | 2MASX J00245981+2538528 | 00h24m59.85s  | +25d38m53.0s  | 786.85       |
| 11  | LEDA/PGC 1755705 | 2MASX J00253235+2555544 | 00h25m32.37s  | +25d55m54.7s  | 806.31       |
| 12  | LEDA/PGC 1739444 | 2MASX J00251482+2530599 | 00h25m14.84s  | +25d30m59.8s  | 919.45       |
| 13  | LEDA/PGC 1757139 | 2MASX J00253012+2557543 | 00h25m30.12s  | +25d57m54.1s  | 928.75       |